# Permittivitet
Permittivitet är en fysikalisk storhet som beskriver hur ett elektriskt fält påverkar och påverkas av ett elektriskt isolerande material, och är bestämd efter ett materials förmåga att polariseras i förhållande till dess fält, och därför reduceras fältet inuti materialet.
Permittivitet betecknas med den grekiska bokstaven epsilon, som kan skrivas på olika sätt, till exempel ε. I Internationella måttenhetssystemet (SI) har permittivitet enheten farad per meter. Det är vanligt att använda permittivitetstalet εr, den dimensionslösa storheten relativ permittivitet, som med ett äldre språkbruk även kallas (relativ) dielektrisk konstant. Man skriver 
{\displaystyle \varepsilon =\varepsilon _{r}\ \varepsilon _{0}=(1+\chi _{e})\ \varepsilon _{0},}
där ε0 är den elektriska konstanten och χ är den elektriska susceptibiliteten. Tomrummet har ingen susceptibilitet och dess permittivitetstal är lika med 1, så att permittiviten för tomrum är lika med den elektriska konstanten ε0 = 8.85…×10−12 F/m.
Notationen ε(ω) anger explicit att permittiviteten är beroende på det elektriska fältets frekvens. Om inget annat anges avser ε den statiska permittiviteten. Permittiviteten ingår i sambandet för den elektriska flödestätheten D, som i material inkluderar materialets elektriska polarisation P = ε0χ E
{\displaystyle \mathbf {D} =\varepsilon \cdot \mathbf {E} =\varepsilon _{0}(1+\chi _{e})\cdot \mathbf {E} =\varepsilon _{0}\mathbf {E} +\mathbf {P} .}
Om materialet inte är isotropt eller kubiskt, är den inducerade polarisationen P inte nödvändigtvis parallell med det elektriska vektorfältet E. Både permittivitet och susceptibilitet är i sådana fall inte skalärer utan tensorer. 

## Samband med kapacitans
Kapacitansen hos kondensatorer är proportionell mot permittiviteten εr av det dielektrikum som befinner sig mellan plattorna. Vid samma spänning och avstånd är det elektriska fältet E det samma, men den elektriska flödestätheten D är proportionellt högre. Enligt Gauss lag är därmed också plattornas laddningsbeläggning högre.

## Vakuumpermittiviteten
Vakuumpermittiviteten ε0 (även kallad elektriska konstanten) är förhållandet D/E i vakuum. 
Värdet på vakuumpermittiviteten 
{\displaystyle \varepsilon _{0}\ {\stackrel {\mathrm {def} }{=}}\ {\frac {1}{c_{0}^{2}\mu _{0}}}\approx 8.854\,187\,8128(13)\times 10^{-12}{\text{ F/m }}}
där
c0 är ljusets hastighet i vakuum
μ0 är vakuumpermeabiliteten